# Devade indistincta
Devade indistincta là một loài nhện trong họ Dictynidae.
Loài này thuộc chi Devade. Devade indistincta được Octavius Pickard-Cambridge miêu tả năm 1872.